# Farmersville (Texas)
Pour les articles homonymes, voir Farmersville.
Farmersville est une ville américaine du sud des États-Unis située dans l'État du Texas, dans le comté de Collin. Sa population s’élevait à 3 301 habitants lors du recensement de 2010.

## Géographie
Farmersville se situe dans le sud des États-Unis, dans le nord du Texas, dans le comté de Collin. Elle est située à 29 km à l'est de McKinney, 43 km au nord-est de Garland, 73 km au nord-est de Dallas et à 86,5 km de la frontière avec l'Oklahoma.

## Climat
La ville possède un climat humide subtropical.

## Démographie
La ville possède 3 331 habitants et possède une densité de 371,6 hab/km2
| Groupe            | Farmersville | Texas | États-Unis |
| ----------------- | ------------ | ----- | ---------- |
| Blancs            | 78,7         | 70,4  | 72,4       |
| Autres            | 8,5          | 10,6  | 6,4        |
| Afro-Américains   | 8,5          | 11,9  | 12,6       |
| Métis             | 2,8          | 2,7   | 2,9        |
| Amérindiens       | 1,0          | 0,7   | 0,9        |
| Asiatiques        | 0,6          | 3,8   | 4,8        |
| Total             | 100          | 100   | 100        |
|                   |              |       |            |
| Latino-Américains | 24,2         | 37,6  | 16,7       |

Selon l'American Community Survey, pour la période 2011-2015, 81,10 % de la population âgée de plus de 5 ans déclare parler l'anglais à la maison et 16,16 % l'espagnol, 0,64 % l'ukrainien, 0,61 % l'italien et 1,49 % une autre langue.

## Personnalités liées à la ville
- Audie Murphy, militaire, y a passé une partie de son enfance
- Charles Watson, meurtrier, membre de la famille de Charles Manson.
- Herb Ellis, guitariste de jazz
- Loren Murchison, athlète

## Source
- (en) Cet article est partiellement ou en totalité issu de l’article de Wikipédia en anglais intitulé « Farmersville, Texas » (voir la liste des auteurs).

1. ↑  (en) « Farmersville, TX Population - Census 2010 and 2000 », sur censusviewer.com (consulté le 14 mars 2016).
2. ↑  (en) « Population of Texas - Census 2010 and 2000 », sur censusviewer.com (consulté le 14 mars 2016).
3. ↑  (en) « Language spoken at home by ability to speak English for the population 5 years and over », sur factfinder.census.gov.